# Euphorbia irgisensis
Euphorbia irgisensis — вид рослин із родини молочайних (Euphorbiaceae), зростає на територіях Казахстану й Туркменістану.

## Опис
Це запушена сірувато-зелена рослина заввишки 5–25 см. Стеблові листки невеликі, чергові, широко-яйцюваті, 1–2 см, тупі або тупі з неглибокою виїмкою, плоскі, цілі. Квітки жовті. Період цвітіння: весна.

## Поширення
Зростає на територіях Казахстану й Туркменістану.